# Фокер F.X
Фокер F.X / Fokker F.IX је северно амерички тромоторни, вишеседи, висококрилaц авион, мешовите класичне конструкције који се користио као путнички, транспортни авион између два рата.

## Пројектовање и развој
Фокер F.X са дванаест седишта се појавио 1927. Заснован је на Фокеру F.VII холандске матичне компаније. Овај авион су купиле разне америчке авио-компаније. Затим је уследио побољшани F.10А са 14 седишта, који је имао увећани труп и модификовану структуру крила. Добио је надимак "Супер Тримотор".

## Технички опис
Труп је био правоугаоног попречног пресека, био је простран тако да се у њега без проблема могла сместити комплетна посада и путници са пртљагом. Носећа структура трупа авиона је била направљена као решеткаста заварена конструкција направљена од танкозидих челичних цеви високе чврстоће а облога трупа је била делимично од дуралуминијумског лима, дрвене лепенке и импрегнираног платна (кљун авиона је био обложен лимом, путничка кабина лепенком а реп је био обложен импрегнираним платном). Улаз у авион са степеништем се налазио на левој бочној страни трупа авиона. Кокпит пилота је био смештени у затвореној кабини, која се налазила у кљуну трупа авиона, до кога се стизало пролазима кроз путничку кабину. Седишта су била у распореду 1+1 у реду са пролазом између седишта. Авион је имао 6 редова. На крају путничке кабине (у репу) налазио се тоалет и простор за пртљаг. Кабина је била опремљена сталажом за одлагање ручног пртљага.
Авион је био опреман 9-то цилиндричним ваздухом хлађеним радијалним моторима Pratt & Whitney R-1340 Wasp снаге 317 kW (425 KS). Један мотор се налазио на кљуну авиона (централни мотор) а друга два су била на гондолама испод крила. На моторима су биле трокраке металне елисе Hamilton-Standard, фиксног корака.
Крила су била дебелог профила тако да су у њих без проблема могли да стану резервоари за гориво. Главни резервоари за гориво су се налазили у делу крила изнад трупа авиона. Кроз крило су пролазили сви потребни уређаји и инсталације. Резервоари за уље су се налазили у гондолама иза мотора. Облик крила је био једнакокраки трапез, са заобљеним крајевима. Осна линија крила је била управна на осу трупа авиона. Конструкција крила је била од дрвета са две решеткасте дрвене рамењаче, а облоге делом од дрвене лепенке а делом од импрегнираног платна. Покретни делови крила су такође имали конструкцију од дрвета док им је облога била од импрегнираног платна.
Репне површине су биле класичне и састојале су се од вертикалног и хоризонталних стабилизатора и кормила правца и висине. Конструкција им је била од челичних цеви а облогу од импрегнитаног платна. Хоризонтални стабилизатори су упорницама са доње стране били ослоњени на труп авиона а са горње стране су биле причвршћене за вертикални стабилизатор.
Стајни трап је био класичан фиксан са гуменим точковима. Састојао се од троугласте виљушке причвршћене за труп авиона и вертикални носач у коме је био уграђен уљани амортизер а ослањао се на конструкцију гондоле крилних мотора. На крају репа авиона налазила се еластична дрвена дрљача као трећа ослона тачка авиона.

## Верзије
Постојале су две основне верзије овог авиона: путничка и транспортна. Оне су се међусобно разликовале само у опреми путничке кабине (товарног простора).
- F-10 - почетна производна верзија.
- F-10A - побољшана верзија са 14 путника.
- C-5 - војна верзија транспортног авиона са моторима 3 х Wright R-975.
- LB-2 - лаки бомбардер.
- RA-4 - авион намењен ратној морнарици US NAVY.

## Земље које су користиле авион Фокер F.X
Сједињене Државе
1. Војни корисник:

1. Цивилни корисници:

- American Airways
- TWA
- Pan Am
- Universal Airlines
- Western Air Express
- Boston-Maine Airways

 Мексико

## Оперативно коришћење
Укупно је произведено 65 авиона Фокер F.X. Ови авиони су интензивно коришћени на ваздушним линијама у Америци од 1927 до 1933. године